# 大佩徹湖

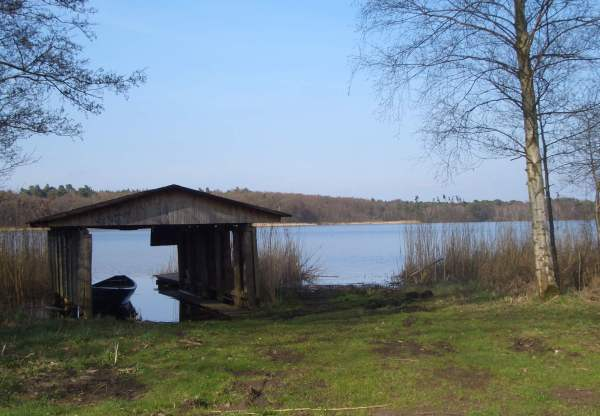

53°48′23″N 11°58′12″E / 53.80639°N 11.97000°E
大佩徹湖（德語：Großer Peetscher See），是德國的湖泊，位於該國東北部，由梅克倫堡-前波美拉尼亞州負責管轄，處於羅斯托克縣，長1.4公里、寬0.6公里，面積0.62平方公里，海拔高度2米，最大水深2米。